# Thereva plebeja
Thereva plebeja is een vliegensoort uit de familie van de viltvliegen (Therevidae). De wetenschappelijke naam is gepubliceerd in 1758 door Linnaeus in de tiende editie van Systema naturae.